# It's Time (canção)
"It's Time" é uma canção gravada pela norte-americana de rock alternativo Imagine Dragons. Gravada originalmente para o extended play (EP) Continued Silence, a canção é relançada oficialmente para o álbum Night Visions, sendo lançada então como primeiro single da banda em 6 de fevereiro de 2012. Produzida e composta por Brandon Darner e pela própria banda, o single obteve êxito comercial, atingindo o Top 20 da prestigiada Billboard Hot 100, principal parada de singles norte-americana. O sucesso no país natal, deu a Imagine Dragons com It's Time o Top 40 de paradas internacionais, como a 20ª posição na Alemanha e 23º lugar no Reino Unido. O single ainda recebeu certificação de platina na Austrália (ARIA) e duplo-platina nos Estados Unidos (RIAA).

## Videoclipe
O videoclipe da canção foi lançado em 17 de abril de 2012, e recebeu indicação na categoria "Melhor vídeo de Rock" no Video Music Awards de 2012. O vídeo começa com a banda caminhando por um deserto estéril sob um céu escuro e um olhar ameaçador. O céu começa a crescer mais obscuro como enquanto a banda anda com bandeiras do passado e destroços de um barco, uma ponte destruída, e árvores mortas (que parece gostar de um pós-apocalíptico em San Francisco). O baixista McKee abre uma caixa que ele vem realizando e uma luz pálida brilha de dentro. A banda remove, uma esfera brilhante de dentro da caixa. Os membros da banda cavam um buraco com as mãos, e em seguida, solta a esfera no chão. O vocalista Dan Reynolds, em seguida, grita, e na cena seguinte os membros da banda são mostrados fugindo de seu local de escavação. Uma grande explosão joga Reynolds para o ar, onde ele parece levitar (a cena faz lembrar a capa de Continued Silence). Por fim, o céu começa a parte e a luz do sol brilha através da reminiscência de inspiração celestial. O projeto de arte é vagamente inspirado em O Senhor dos Anéis. O vídeo foi produzido por Todd Makurath e dirigido por Anthony Leonardi III. Ian Clemmer, que criou alguns dos efeitos visuais, escreveu em seu site que "fui solicitado a criar grandes, grandes explosões de fumaça escala em um curto espaço de tempo, estes são os tiros finais do vídeo...".

## Recepção da critica
Joseph R. Atilano em uma resenha para Inquirer Entertaiment fez uma análise positiva da canção comparando a banda a The Killers e OneRepublic, mas afirmando: "Na primeira vez que a ouve, suas influências vão aparecer imediatamente, mas logo que você passar por toda a música, perceberá que eles têm a sua própria identidade e que estão tentando estabelece-la". Anne Erickson fez uma análise positiva à canção em sua resenha para a Audio Ink Radio, afirmando que: "Exuberante e arrebatador, a faixa começa com uma passagem de bandolim cativante e rapidamente se instala em uma canção mid-tempo que se faz sentir bem". Liana Gangi em sua resenha para o Hitz 47, elogiou tanto a canção quanto o vocalista Dan Reynolds, dizendo que: "A faixa tem uma batida pulsante mágica que mantém o ouvinte querendo repetição. Com uma batida forte e uma melodia abstrata, o single tem um elemento de memorização para ouvi-la. A voz do vocalista da banda Dan Reynolds é um som rico que complementa perfeitamente a batida constante que toca durante toda a canção'.

## Desempenho comercial

### Paradas semanais
| Parada (2013)                        | Melhor Posição |
| ------------------------------------ | -------------- |
| Alemanha - (Media Control)           | 20             |
| Austrália - (ARIA Charts)            | 27             |
| Áustria - (Austrian Singles Chart)   | 6              |
| Bélgica - (Ultratip - Flanders)      | 1              |
| Bélgica - (Ultratip - Valônia)       | 3              |
| Brasil (Brasil Hot 100 Airplay)      | 71             |
| Brasil (Brasil Hot Pop Songs)        | 26             |
| Canadá - (Canadian Hot 100)          | 30             |
| Escócia (Singles Chart)              | 18             |
| Espanha (Spanish Singles Chart)      | 40             |
| Estados Unidos - (Billboard Hot 100) | 15             |
| Estados Unidos - (Aternative Songs)  | 4              |
| Estados Unidos - (Adult Pop Songs)   | 8              |
| Estados Unidos - (Pop Songs)         | 10             |
| Estados Unidos - (Radio Songs)       | 14             |
| Estados Unidos - (Digital Songs)     | 18             |
| Irlanda - (Irish Singles Chart)      | 9              |
| Nova Zelândia - (RIANZ Charts)       | 37             |
| Países Baixos - (Dutch Top 40)       | 36             |
| Portugal - (Portugal Top 50)         | 6              |
| Reino Unido - (UK Singles Chart)     | 23             |
| Suíça - (Swiss Music Charts)         | 38             |
| Suécia - (Swedish Singles Chart)     | 36             |

| País           | Associação | Certificação | Vendas     |
| -------------- | ---------- | ------------ | ---------- |
| Austrália      | ARIA       | Platina      | 70,000+    |
| Canadá         | MC         | 2× Platina   | 80,000+    |
| Dinamarca      | IFPI       | Ouro         | 15,000+    |
| Estados Unidos | RIAA       | 2× Platina   | 2,000,000+ |

| 2012                                 | Posição |
| ------------------------------------ | ------- |
| Estados Unidos - (Billboard Hot 100) | 91      |
| Estados Unidos - (Alternative Songs) | 4       |
| Estados Unidos - (Rock Songs)        | 9       |

| 2013                                 | Posição |
| ------------------------------------ | ------- |
| Estados Unidos - (Billboard Hot 100) | 47      |
| Estados Unidos - (Alternative Songs) | 35      |
| Estados Unidos - (Rock Songs)        | 6       |